# Khamaed Gewog
Khamaed (Dzongkha: ཁ་སྨད་) ist einer von 4 Gewogs (Blöcke) des Dzongkhags Gasa im Nordwesten Bhutans. 
Khamaed Gewog ist wiederum eingeteilt in 5 Chiwogs (Wahlkreise). In diesem Gewog sollen etwa 900 Menschen leben (Stand der Volkszählung von 2005, neuere Schätzungen gehen dagegen nur von 320 Menschen aus) auf einer Fläche von 149 km² in 25 (oder 26) Dörfern bzw. Weilern in ca. 145 Haushalten.
An staatlichen Einrichtungen gibt es neben der Gewog Verwaltung, zwei höhere Schulen, eine Station zur Gesundheitsgrundversorgung, ein Büro zur Entwicklung erneuerbarer natürlicher Ressourcen (Renewable Natural Resource Extension Centre), eine Zweigstelle der nationalen Telefongesellschaft Bhutan Telecom sowie die Hauptdienststelle (Head Quarter) des Jigme-Dorji-Nationalparks. 
Außerdem gibt es zwei buddhistische Klöster, Sipchu Goenpa und Chodi Goenpa.
| Chiwog                              | Dörfer bzw. Weiler |
| ----------------------------------- | ------------------ |
| Gayza Zomina དགེ་ཟ་_བཟོ་མི་ན་          | Gaya               |
| Gayza Zomina དགེ་ཟ་_བཟོ་མི་ན་          | Zomina             |
| Jabisa རྒྱ་སྦིས་ས་                      | Jabisa             |
| Jabisa རྒྱ་སྦིས་ས་                      | Chubdey            |
| Jabisa རྒྱ་སྦིས་ས་                      | Bara               |
| Jabisa རྒྱ་སྦིས་ས་                      | Churawog           |
| Jabisa རྒྱ་སྦིས་ས་                      | Tomu               |
| Damjee དྭངསམ་སྦྱིས་                     | Damjee             |
| Damjee དྭངསམ་སྦྱིས་                     | Tshanakha          |
| Damjee དྭངསམ་སྦྱིས་                     | Potogang           |
| Damjee དྭངསམ་སྦྱིས་                     | Chasungsa          |
| Damjee དྭངསམ་སྦྱིས་                     | Churaphakha        |
| Damjee དྭངསམ་སྦྱིས་                     | Jizhi              |
| Damjee དྭངསམ་སྦྱིས་                     | Selikha            |
| Barsha Panikong བར་ཤ་_སྤ་ནི་སྐོང་       | Barsha             |
| Barsha Panikong བར་ཤ་_སྤ་ནི་སྐོང་       | Yoemena            |
| Barsha Panikong བར་ཤ་_སྤ་ནི་སྐོང་       | Bayzhina           |
| Barsha Panikong བར་ཤ་_སྤ་ནི་སྐོང་       | Chalakha           |
| Barsha Panikong བར་ཤ་_སྤ་ནི་སྐོང་       | Kabina             |
| Barsha Panikong བར་ཤ་_སྤ་ནི་སྐོང་       | Zhazhukha          |
| Barsha Panikong བར་ཤ་_སྤ་ནི་སྐོང་       | Nampakha           |
| Barsha Panikong བར་ཤ་_སྤ་ནི་སྐོང་       | Jazhidingkha       |
| Barsha Panikong བར་ཤ་_སྤ་ནི་སྐོང་       | Yeodo              |
| Khailog Tashithang ཁའི་ལོག་_ལྟར་ཤིང་ཐང་ | Khailog            |
| Khailog Tashithang ཁའི་ལོག་_ལྟར་ཤིང་ཐང་ | Tashithang         |